# Pasqualino De Santis
Pasqualino De Santis (Fondi, 24 aprile 1927 – Leopoli, 23 giugno 1996) è stato un direttore della fotografia italiano.
Ha vinto il Premio Oscar per la fotografia nel 1969 con il film Romeo e Giulietta di Franco Zeffirelli. Era fratello del regista Giuseppe De Santis.

## Biografia
Ha frequentato il Centro Sperimentale di Cinematografia tra il 1945 e il 1948. Nel 1950 ha esordito come assistente operatore nel film Non c'è pace tra gli ulivi diretto dal fratello Giuseppe, con cui ha collaborato anche in Uomini e lupi (1956), La strada lunga un anno (1958) e La garçonnière (1960).
Fu allievo di Piero Portalupi, Marco Scarpelli e Gianni Di Venanzo. Sostituì proprio Di Venanzo, costretto a lasciare il set de Il momento della verità (1965), di Francesco Rosi. Di Rosi divenne poi assiduo collaboratore e curò la fotografia di tutti i suoi successivi film: C'era una volta... (1967), Uomini contro (1970), Il caso Mattei (1972), Lucky Luciano (1974), Cristo si è fermato a Eboli (1979), Tre fratelli (1981), Carmen (1984), Cronaca di una morte annunciata (1987), Diario napoletano (1992), La tregua (1996).

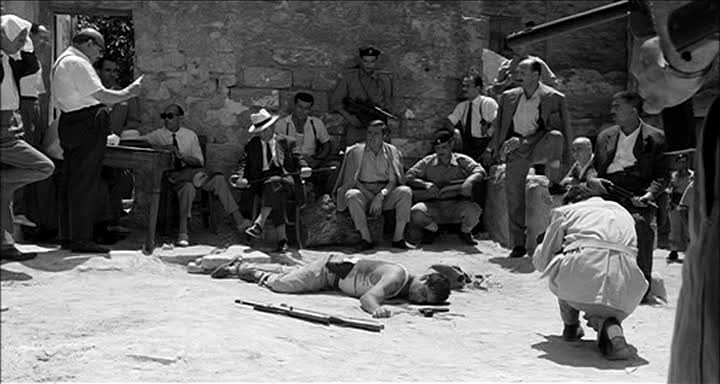
Salvatore Giuliano (1962), il capolavoro di Francesco Rosi

Lavorò, tra gli altri, anche con Luchino Visconti, Federico Fellini, Vittorio Gassman, Franco Zeffirelli, Dario Fo, Joseph L. Mankiewicz, Vittorio De Sica, Sophia Loren, Joseph Losey, Gian Maria Volonté, Carlo Lizzani, Robert Bresson, Ettore Scola, Plácido Domingo, John Turturro, Michele Placido, Omar Sharif e con Giuliano Montaldo realizzò il film televisivo a puntate Marco Polo.
È morto nel 1996 in Ucraina, sul set del film La tregua di Francesco Rosi, tratto dall'omonimo libro di Primo Levi.

## Filmografia parziale

### Direttore della fotografia
- Il momento della verità, regia di Francesco Rosi (1965)[1]
- Masquerade (The Honey Pot), regia di Joseph L. Mankiewicz (1967)[2]
- C'era una volta..., regia di Francesco Rosi (1967)
- Pronto... c'è una certa Giuliana per te, regia di Massimo Franciosa (1967)
- Romeo e Giulietta, regia di Franco Zeffirelli (1968)
- Scusi, facciamo l'amore?, regia di Vittorio Caprioli (1968)
- Amanti, regia di Vittorio De Sica (1968)
- Block-notes di un regista, regia di Federico Fellini (1969)
- Senza sapere niente di lei, regia di Luigi Comencini (1969)
- La caduta degli Dei, regia di Luchino Visconti (1969)[3]
- L'automobile, regia di Alfredo Giannetti (1969)
- Colpo rovente, regia di Pietro Zuffi (1969)
- Uomini contro, regia di Francesco Rosi (1970)
- Morte a Venezia, regia di Luchino Visconti (1971)
- Er più - Storia d'amore e di coltello, regia di Sergio Corbucci (1971)
- L'assassinio di Trotsky, regia di Joseph Losey (1972)
- Il caso Mattei, regia di Francesco Rosi (1972)
- Torino nera, regia di Carlo Lizzani (1972)
- 24 ore... non un minuto di più, regia di Franco Bottari (1973)
- Lucky Luciano, regia di Francesco Rosi (1974)
- Lancillotto e Ginevra (Lancelot du Lac), regia di Robert Bresson (1974)
- Gruppo di famiglia in un interno, regia di Luchino Visconti (1974)
- A mezzanotte va la ronda del piacere, regia di Marcello Fondato (1975)
- L'innocente, regia di Luchino Visconti (1976)
- Cadaveri eccellenti, regia di Francesco Rosi (1976)
- Il diavolo probabilmente (Le diable probablement), regia di Robert Bresson (1977)
- Una giornata particolare, regia di Ettore Scola (1977)
- Nené, regia di Salvatore Samperi (1977)
- Il giorno dei cristalli, regia di Giacomo Battiato (1978)
- Cristo si è fermato a Eboli, regia di Francesco Rosi (1979)
- Liquirizia, regia di Salvatore Samperi (1979)
- Martin Eden (film TV), regia di Giacomo Battiato (1979)
- La terrazza, regia di Ettore Scola (1980)
- Habibi, amor mio, regia di Luis Gomez Valdivieso (1981)
- Tre fratelli, regia di Francesco Rosi (1981)
- Marco Polo (film TV), regia di Giuliano Montaldo (1981)
- Rigoletto, regia di Jean-Pierre Ponnelle (1982)
- L'ultimo sole d'estate (Misunderstood), regia di Jerry Schatzberg (1982)
- L'Argent, regia di Robert Bresson (1983)
- Sheena, regina della giungla (Sheena), regia di John Guillermin (1983)
- Carmen, regia di Francesco Rosi (1984)
- Harem, regia di Arthur Joffé (1984)
- I soliti ignoti vent'anni dopo, regia di Amanzio Todini (1985)
- Salomè, regia di Claude d'Anna (1986)
- Cronaca di una morte annunciata, regia di Francesco Rosi (1986)
- Qualcuno in ascolto, regia di Faliero Rosati (1988)
- Musica per vecchi animali, regia di Stefano Benni e Umberto Angelucci (1989)
- Diario napoletano, regia di Francesco Rosi (1992)
- La tregua, regia di Francesco Rosi (1997)

### Operatore macchina da presa
- Non c'è pace tra gli ulivi (1950)
- Vacanze col gangster (1951)
- Aida (1953)
- Uomini e lupi (1956)
- Totò nella luna (1958)
- Tempi duri per i vampiri (1959)
- I tartassati (1959)
- Messalina, Venere imperatrice (1960)
- La notte (1961)
- Il carabiniere a cavallo (1961)
- Salvatore Giuliano (1962)
- L'eclisse (1962)
- Eve (1962)
- 8½ (1963)
- Le mani sulla città (1963)
- Oggi, domani, dopodomani (1965)
- Giulietta degli spiriti (1965)
- La decima vittima (1965)
- Masquerade (The Honey Pot) (1967)

## Riconoscimenti
Oltre al premio Oscar ed al Nastro d'argento per la fotografia di Romeo e Giulietta, nel 1972 per Morte a Venezia ha ricevuto il British Academy of Film and Television Arts e un secondo Nastro d'argento.
David di Donatello come miglior direttore della fotografia anno 1981 per il film Tre fratelli e anno 1985 per il film Carmen
Ricevette la doppia candidatura al Premio César per la migliore fotografia, anni 1985 per Carmen e 1986 per Harem
Seguirono quelli insigniti per Gruppo di famiglia in un interno (1974) e Tre fratelli (1981). Quest'ultimo film e Carmen (1985) sempre di Rosi gli hanno valso inoltre due David di Donatello.

### Premio Oscar
- Premi Oscar 1969 - Oscar alla migliore fotografia per Romeo e Giulietta

### Premio British Academy of Film
- 1971 -  premio BAFTA alla migliore fotografia per Morte a Venezia

### Leone d'oro di Venezia
- 1963 - Leone d'oro al miglior film per Le mani sulla città

### Premio Biennale di Venezia
- 53° Mostra Internazionale d'Arte Cinematografica

### David di Donatello
- 1981 - David di Donatello per il miglior direttore della fotografia per Tre fratelli
- 1985 - David di Donatello per il miglior direttore della fotografia per Carmen
- 1990 - Candidatura a miglior direttore della fotografia per Dimenticare Palermo
- 1997 - Candidatura a miglior direttore della fotografia per La tregua

### Nastro d'argento
- 1969 - Nastro d'argento alla migliore fotografia per Romeo e Giulietta
- 1972 - Nastro d'argento alla migliore fotografia per Morte a Venezia
- 1975 - Nastro d'argento alla migliore fotografia per Gruppo di famiglia in un interno
- 1981 - Nastro d'argento alla migliore fotografia per Tre fratelli

### Globo d'oro
- 1996 per La tregua

### Premio César
- 1985 - Candidatura al Premio César per la migliore fotografia per Carmen
- 1986 - Candidatura al Premio César per la migliore fotografia per Harem

### Ciak d'oro
- 1990 - Candidatura a migliore fotografia per Dimenticare Palermo

### Altri premi
- Chicago International Film Festival 1982 per Marco Polo
- Espiga de oro 1993 alla 38ª settimana internazionale del cinema di Valladolid
- Premio Tercas 1996
- Premio per la tecnica A.T.I.C. 1969 per Romeo e Giulietta